# Гаплогруппа IJK (Y-ДНК)
Гаплогруппа IJK — человеческая Y-хромосомная гаплогруппа. Является потомком макрогаплогруппы F, а её потомки — IJ и K. Два ОНП определяют эту группу, объединяя I, J и K в пределах F, в качестве сестринских групп к G и H. Отношение IJK к группам F1—F4 неизвестно.
Гаплогруппа IJK происходит от мутации гаплогруппы HIJK, произошедшей у мужчины, жившего ок. 48 500 лет назад. Последний общий предок современных носителей гаплогруппы IJK жил 47 200 лет назад (даты определены по снипам компанией YFull).
Гаплогруппа IJK определена у образца Vestonice 16 из Дольни-Вестонице (граветт Чехии, ок. 30 тыс. л. н.), но затем была дотипирована Y-хромосомная гаплогруппа C1a2.

## Древо
Филогенетическое дерево YCC 2008.
- IJK
  - IJK (L15, L16)
    - IJ (M429, P123, P124, P125, P126, P127, P129, P130, S2, S22)
    - K (M9, P128, P131, P132)

## Мутации

### L15
Определяющий ОНП L15 расположен в Y-хромосоме с положением rs9786139 при наследовании значения A и вторичным значением G.

### L16
Определяющий ОНП L16 расположен в Y-хромосоме с положением rs9786714 при наследовании значения G и вторичным значением A.